# Муррей-Сансет (національний парк)
Муррей-Сансет — другий за величиною національний парк у штаті Вікторія, Австралія, розташований за 438 км на північний захід від Мельбурна. Парк розміщується у північно-західній частині штату на кордоні з Південною Австралією, на березі річки Муррей.

## Історія
Парк було засновано 1991 року, статус «національного» здобув 1999 року.
Ці території свого часу (1916—1975) широко використовувались для видобутку солі.
Однією з головних цікавинок парку є «рожеві озера», що отримали свою назву через забарвлення води, якого вона набуває наприкінці літа завдяки великій кількості бета-каротину.

## Флора та фауна

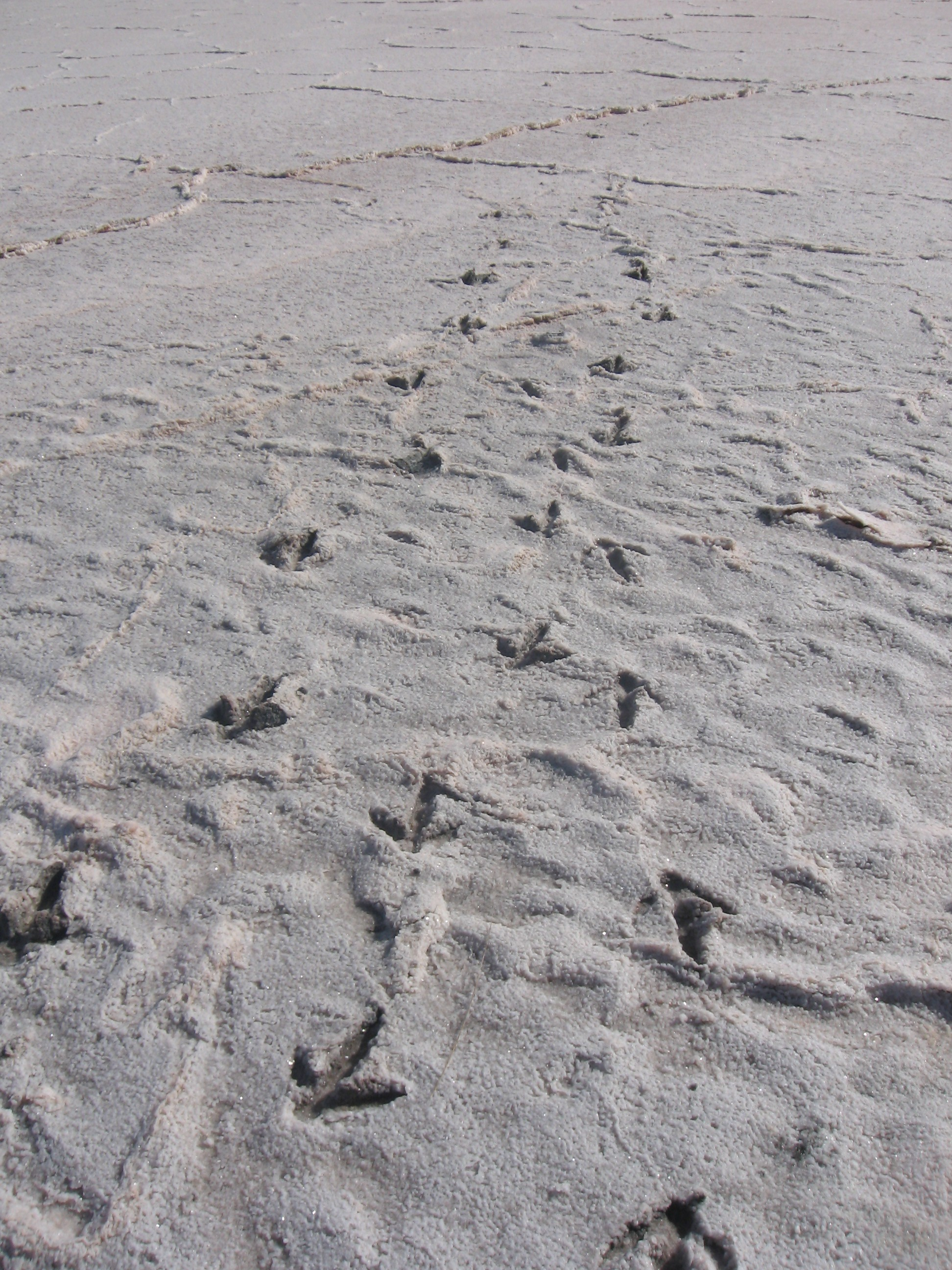
Страусові тропи

У національному парку Муррей-Сансет росте понад 600 видів рослин та гніздиться близько 300 видів птахів.
Серед рослин:
- Муррейська лілія
- Сріблястий кущ ему
- Лутига
- Булок
- Їжачкова трава
- Синій широколистяний Маллі й інші евкаліпти

Серед тварин:
- Ему
- Білохвостий орел
- Західний сірий і червоний кенгуру